# 339
- Wikisource

| Calendário gregoriano                                                        | 339 CCCXXXIX                    |
| Ab urbe condita                                                              | 1092                            |
| Calendário arménio                                                           | -213 – -212                     |
| Calendário bahá'í                                                            | -1505 – -1504                   |
| Calendário budista                                                           | 883                             |
| Calendário chinês                                                            | 3035 – 3036                     |
| Calendário copta                                                             | 55 – 56                         |
| Calendário etíope                                                            | 331 – 332                       |
| Calendários hindus - Vikram Samvat - Calendário nacional indiano - Cáli Iuga | 394 – 395 260 – 261 3439 – 3440 |
| Calendário Holoceno                                                          | 10339                           |
| Calendário islâmico                                                          | 292 BH – 291 BH                 |
| Calendário judaico                                                           | 4099 – 4100                     |
| Calendário persa                                                             | 283 BP – 282 BP                 |
| Calendário rúnico                                                            | 589                             |
| Calendário solar tailandês                                                   | 882                             |

339 (CCCXXXIX, na numeração romana) foi um ano comum do século IV que começou numa segunda-feira, segundo o calendário juliano.  Segundo o horóscopo chinês, foi o ano do Porco.
| Ano completo                    |
| ------------------------------- |
| Ano comum com início ao domingo |

## Eventos
Por localização
Império Romano
• Imperador Constâncio II avança para seu território no leste, onde uma Pérsia sobre o Rei Sapor II está atacando a Mesopotâmia. Pelos próximo 11 anos, os dois poderes em uma guerra de escaramuças de fronteiras, sem vitória real
Por Tópico
Religião
• O Papa Júlio I dá refúgio em Roma ao patriarca alexandrino Atanásio, que é deposto e expulso durante o Primeiro Sínodo de Tiro (ver 335 ).